# Зальцбурзький тролейбус
47°46′56″ пн. ш. 13°02′32″ сх. д. / 47.7822649° пн. ш. 13.0421474° сх. д.
Зальцбурзький тролейбус — складова мережі громадського транспорту, що обслуговує Зальцбург, столицю федеральної землі Зальцбург в Австрії. Відкрито 1 жовтня 1940 року, замінила Зальцбурзький трамвай.
Зальцбурзький тролейбус, разом з Лінцьким тролейбусом одна з двох тролейбусних систем, що зараз діють в Австрії, і є однією з найбільших тролейбусних систем у Західній Європі.
Мережа складається з 12 ліній завдовжки 124 км, перевозить 41 мільйон пасажирів щороку, а загалом тролейбуси долають 5,3 млн км

Разом із Salzburg S-Bahn є основою мережі громадського транспорту Зальцбурга;
Мережа міських дизельних автобусів, якою керує Albus Salzburg, відіграє лише другорядну роль.

## Історія
Перші тролейбуси вийшли на вулиці Зальцбурга 1 жовтня 1940 року, замінивши на той час закриту трамвайну мережу.
Одна лінія з позначкою M обслуговувала маршрут Зігмундсплац — Максглан.
У тому ж році маршрут до головного вокзалу було подовжено та відкрито перше депо на Цаунергассе.
Чергове розширення мережі відбулося в 1942 році, коли два кільцевих тролейбусних маршрути з позначками M і L пройшли в Зальцбурзі за маршрутом Максглан ↔ Максглан через вокзал і центр.
Наступні дистанції відкривалися послідовно в 1944, 1949, 1951 і 1956 роках.
Відтоді в розвитку тролейбусного сполучення в Зальцбурзі спостерігається зупинка, і в місті продовжували курсувати 5 ліній: A, D, F, L і М.
У 1972 році було відкрито ще дві лінії.
Позначення ліній також були змінені з буквених на цифрові — від 1 до 7.
У тому ж році системний оператор також змінився з Salzburger Stadtwerke-Verkehrsbetriebe на Salzburger Verkehrsbetriebe (скорочено SVB)
.
У 2000 році оператор тролейбусної мережі Зальцбурга знову змінився на Salzburger Lokalbahn, який був частиною Salzburg AG. 
Наступний етап розширення тролейбусної мережі відбувся у 2004 році, коли лінію №1 було продовжено до Зальцбургарен. 
Наступне розширення мережі відбулося у 2005 (лінія № 1) та 2006 (лінії № 2 та 4). 
У 2007 році було продовжено тролейбусні лінії, а завдяки добудові наступних дистанцій тягової мережі автобусну лінію № 4А було замінено тролейбусами. 
Подібне сталося через два роки з автобусною лінією №20 (як тролейбусна лінія №10). 
У тому ж році лінії 3 і 5 були продовжені до кінцевої зупинки Іцлінг-Пфланцман. 
Поступове зростання значення тролейбусної мережі призвело до того, що з часом громадський транспорт міста став базуватися на тролейбусній мережі, а автобуси стали лише її доповненням 
.
У 2012 році назву Salzburg AG було припинено використання на тролейбусах Salzburger Lokalbahn, скорочено SLB, а на тролейбусах з'явилося позначення ObusSLB. 
Однак через чотири роки, у 2016 році, логотип Salzburg AG повернули, і з того часу обидва логотипи використовують одночасно. 
Це одна з небагатьох компаній у Європі, яка експлуатує тролейбуси без міських автобусів (з 2005 року ними керує стороння компанія Albus). 
У 2012 році була відкрита ще одна дистанція мережі на Струбергассе.
Це дозволило продовжити лінію 10, а також запустити лінію 12. 
Останнє розширення тролейбусної мережі відбулося у 2016 році, куди увійшла Зіценхаймер-штрасе. 
З 2018 року маршрути більшості ліній були суттєво змінені, але вже з урахуванням існуючої в місті тягової мережі.

## Лінії
| Лінія | Маршрут                                                     | Примітки                           |
| ----- | ----------------------------------------------------------- | ---------------------------------- |
| 01    | Ред-Булл-Арена – Мессецентрум-Зальцбург (– Зальцбург-Арена) |                                    |
| 02    | Вальс-Зіценгайм – Обергнігль                                | в 1986 — 2003 рр у складі лінії 77 |
| 03    | Зальцбург-Південний – Іцлінг-Пфланцман                      | в 1986 — 2003 рр лінія 51          |
| 04    | Галльванг/Лангвід – Ліферінг                                | в 1986 — 2003 рр лінія 29 або 29A  |
| 05    | Біркензідлунг – Зальцбург-Головний (– Іцлінг-Пфланцман)     |                                    |
| 06    | Парш – Іцлінг-Західний                                      |                                    |
| 07    | Зальцбург-Південний – Зальцакзе                             | в 1986 — 2003 рр лінія 49          |
| 08    | Зальцбург-Південний – Вальс-Зіценгайм                       | в 1986 — 2003 рр у складі лінії 95 |
| 09    | Європарк – Юстіцгебойде/Коммунальфрідгоф                    | колишня автобусна лінія 20         |
| 10    | Зам – Ландескранкенхаус (– Шул-Лєєн)                        |                                    |
| 12    | Йозефіау - Європарк                                         |                                    |
| 14    | Поліцайдирекціон - Форелленвегзідлунг                       |                                    |

Джерело:

## Сьогоденний рухомий склад
| №                                                | кіл-сть | виробник           | електро обладнання | рік виробництва | модель       | низько підлоговий | допоміжний привід               | примітки |
| ------------------------------------------------ | ------- | ------------------ | ------------------ | --------------- | ------------ | ----------------- | ------------------------------- | --- |
| 229, 232, 233, 236, 241, 244, 245, 247, 248, 250 | 10      | Gräf & Stift / MAN | Kiepe              | 1994–1997       | NGT 204 M 16 | так               | ні                              | |
| 261–290                                          | 30      | Van Hool           | Kiepe              | 2000–2005       | AG 300 T     | так               | yes (261, 279–290) no (262–278) | |
| 301–319 (Trollino) 321-371 (Trollino Metrostyle) | 70      | Solaris            | Cegelec            | 2009–2017       | Trollino 18  | так               | так                             | 316-319 - колишній Ла-Шо-де-Фон, Швейцарія. 4 Trollino були побудовані у 2005 році. Metrostyle — тролейбус, дизайн якого запозичений у трамваїв Solaris. |